# ایوو لاپنا

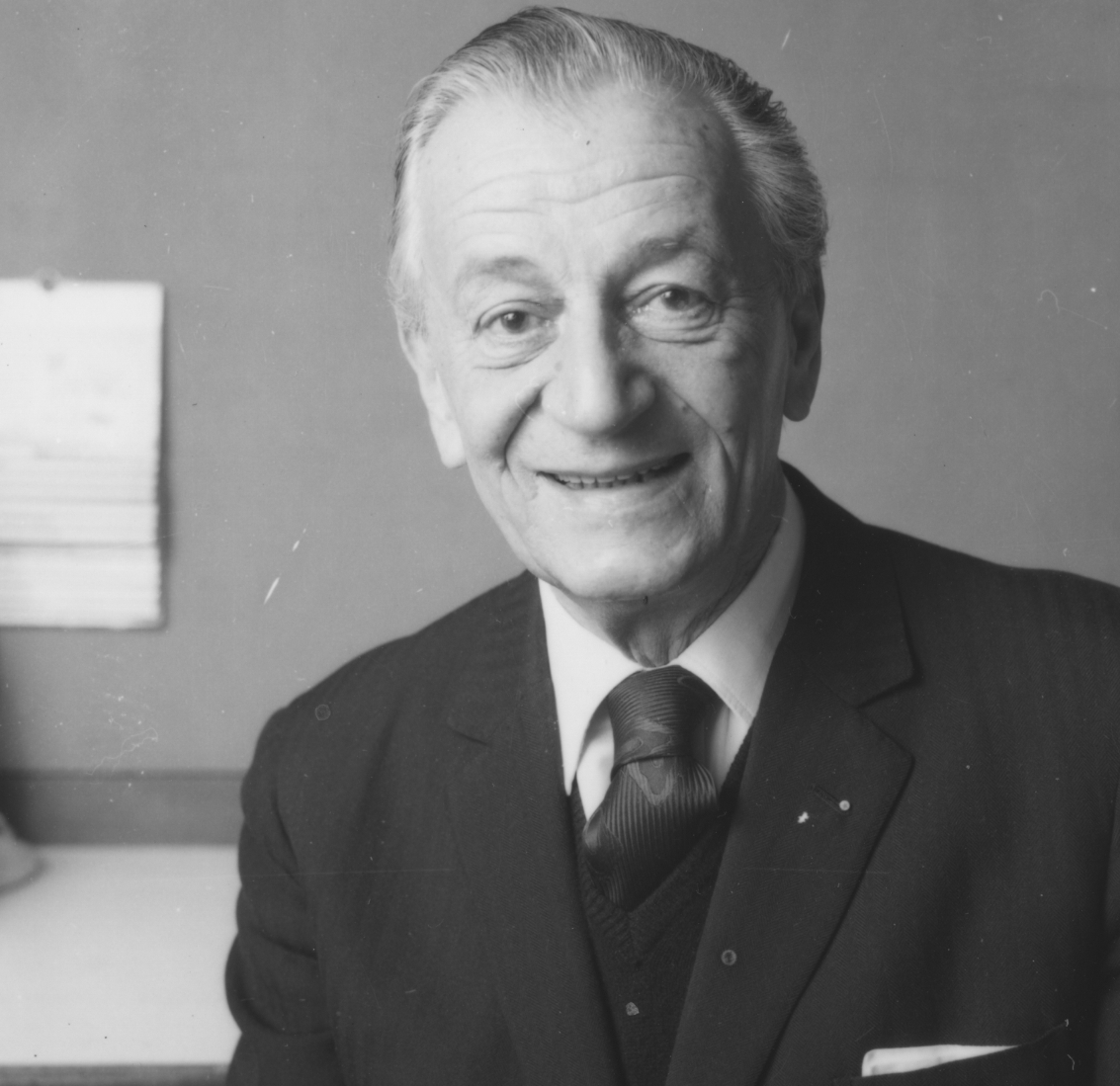
تصویری از این استاد

ایوو لاپنا (به انگلیسی: Ivo Lapenna)، استاد حقوق کرووات بود که بیشتر بواسطه سخنرانی های برجسته خود به زبان اسپرانتو و ریاست انجمن جهانی اسپرانتو در طی سالهای ۱۹۶۴ تا ۱۹۷۴ شناخته می شود. از وی کتب متعددی به میراث مانده و تلاش های وی در جهت تصویب قطعنامه مونته ویدئو، از وی چهره ای جریان ساز در تاریخ اسپرانتو ساخته است. 